# Synclera seychellensis
Synclera seychellensis is een vlinder uit de familie van de grasmotten (Crambidae), uit de onderfamilie van de Spilomelinae. De wetenschappelijke naam van deze soort is voor het eerst voorgesteld door Jay C. Shaffer en Eugene Gordon Munroe in een publicatie uit 2007.
De soort komt voor op de Seychellen (Aldabra) en Madagaskar.